# کنده زنده

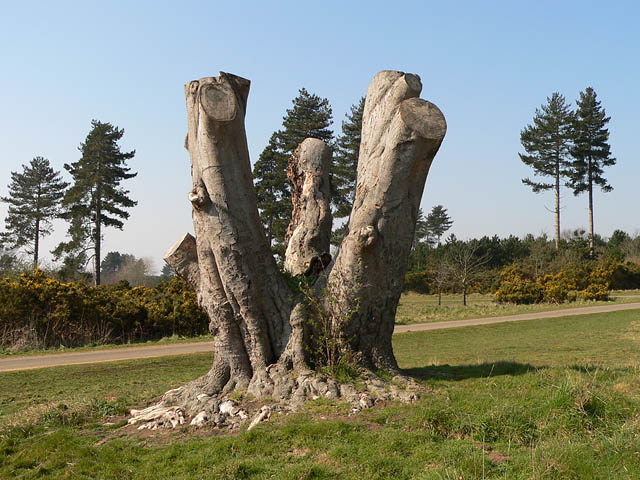
نمونه‌ای از کنده زنده.

یک کنده زنده (به انگلیسی: Living stump) زمانی ایجاد می‌شود که یک درخت زنده بریده شود، سوزانده شود، خورده شود یا آلوده شود و باعث مرگ کامبیوم آن در بالای سیستم ریشه شود.
کنده‌های زنده به‌طور کلی دارای یک لایه بیرونی نازک از سلول‌های زنده هستند که یک حفره مرکزی توخالی را دربر گرفته‌اند.
کنده‌های زنده می‌توانند چندین سال زنده بمانند
- استفاده از ذخایر کربن اضافی،
- انتقال مواد مغذی از ریشه درختان همسایه، اغلب با کمک میکوریزا[۲] یا
- پیوند ریشه به سیستم ریشه درختان زنده

پیوند ریشه امکان انتقال کربن از درختان زنده به کنده‌های زنده را فراهم می‌کند که منجر به رشد تدریجی کامبیوم در کنده می‌شود.